# 子宫旁组织炎
子宫旁组织炎（Parametritis），是一类子宫旁组织的炎症，病发于子宫旁的结缔组织。
它是一类盆腔炎盆腔炎。它病发于子宫旁的结缔组织，与病发生于子宫浆膜的子宫外膜炎不同。